# 651
Cette page concerne l'année 651  du calendrier julien. Pour l'année 651 av. J.-C., voir 651 av. J.-C.
L'année 651 est une année commune qui commence un samedi.

## Événements
- Première recension écrite du Coran à Médine sous la direction de Zayd ibn Thâbit[1]. Des recensions concurrentes auraient existé, notamment le récit de Ubayy, un autre secrétaire de Mahomet, dont la recension est à l’honneur à Damas, celle d’Ibn Masud, compagnon du prophète opposé à l’opération d’unification et celle d’Ali (chiites).

- Yazdgard III, dernier des Sassanides est assassiné près de Merv[2]. Les Arabes dominent le Fars et le Khorasan (Nichapur), prennent Hérat et Merv.

- L'émir Abdallah ibn Abi Sarh attaque Dongola en Nubie (651-652)[3].

### Europe
- Oswiu de Bernicie envahit le Deira dont le roi, Oswine, préfère éviter l'affrontement et s'enfuit. Trahi par un de ses thegns, Oswine est tué le 20 août. Œthelwald, fils d'Oswiu, est reconnu roi du Deira[4].

- Fondation de l’abbaye Saint Pierre à Fleury-sur-Loire, près d’Orléans (Saint-Benoît-sur-Loire à partir du VIIe siècle, lorsque les moines rapportèrent du Mont-Cassin le corps de saint Benoît)[5].
- Itte, veuve de Pépin de Landen et son Grimoald favorisent la fondation à Fosses du monasterium Scottorum par l’irlandais Feuillen[6].

## Décès en 651
- Bhartṛhari, en Inde, poète, grammairien et philosophe sanskrit auteur de Centuries en vers et d’un traité de philosophie du langage.
- Yazdgard III, dernier des Sassanides est assassiné près de Merv.